# Ismail Haniyya

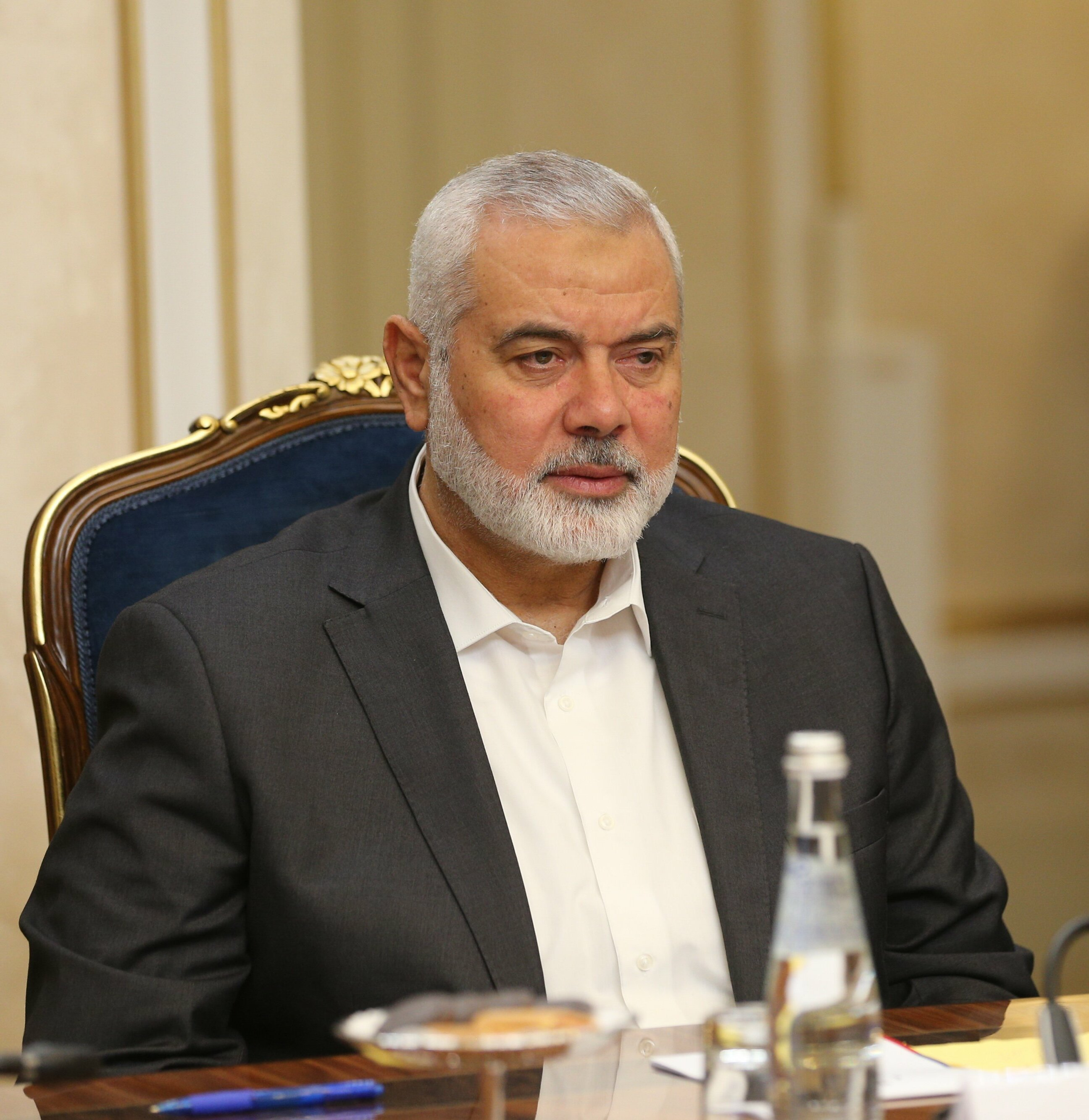
Ismail Haniyya (2022)

Ismail Haniyya, oft Ismail Haniyeh oder Ismail Hanija (arabisch إسماعيل هنية Isma’il Haniya, DMG Ismāʿīl Haniyya oder إسماعيل عبد السلام أحمد هنية, DMG Ismāʿīl ʿAbd as-Salām Aḥmad Haniyya; * 29. Januar 1962 im Flüchtlingslager asch-Schati bei Gaza-Stadt im Gazastreifen; † 31. Juli 2024 in Teheran, Iran) war ein palästinensischer Politiker und ein Führer der islamistischen Terrororganisation Hamas. 
Er war von März 2006 bis Juni 2007 Ministerpräsident der Palästinensischen Autonomiegebiete. Von 2017 bis zu seinem Tod war er als Nachfolger von Chalid Maschal der Leiter des Politbüros der Hamas. Am 1. August 2021 wurde er vom Schura-Rat für weitere vier Jahre im Amt bestätigt. Er zählte zu den fünf wichtigsten politischen Führern der Hamas. Seit 2019 hielt er sich in der Türkei und in Katar auf.
Haniyya wurde während eines Besuchs in Teheran anlässlich der Vereidigung des neuen iranischen Präsidenten Massud Peseschkian durch eine gezielt herbeigeführte Explosion in einem Gästehaus der iranischen Regierung getötet. Die Islamische Republik Iran und die Hamas machten Israel verantwortlich; ein halbes Jahr später bekannte sich Israel offiziell zu der Tötung.

## Leben

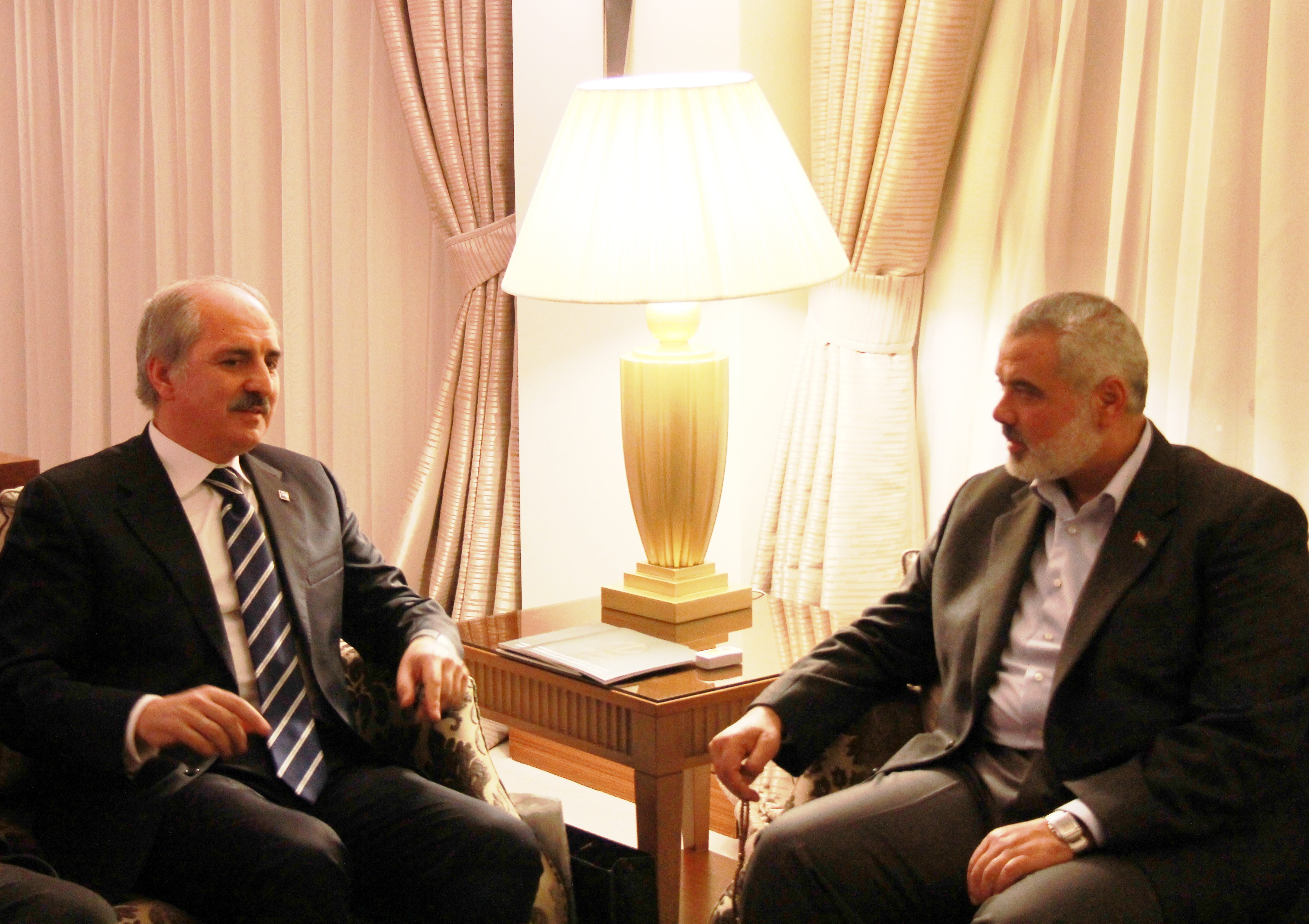
Ismail Haniyya bei einem Arbeitstreffen mit Numan Kurtulmuş, Parteivorsitzender der türkischen Halkın Sesi Partisi, 2012

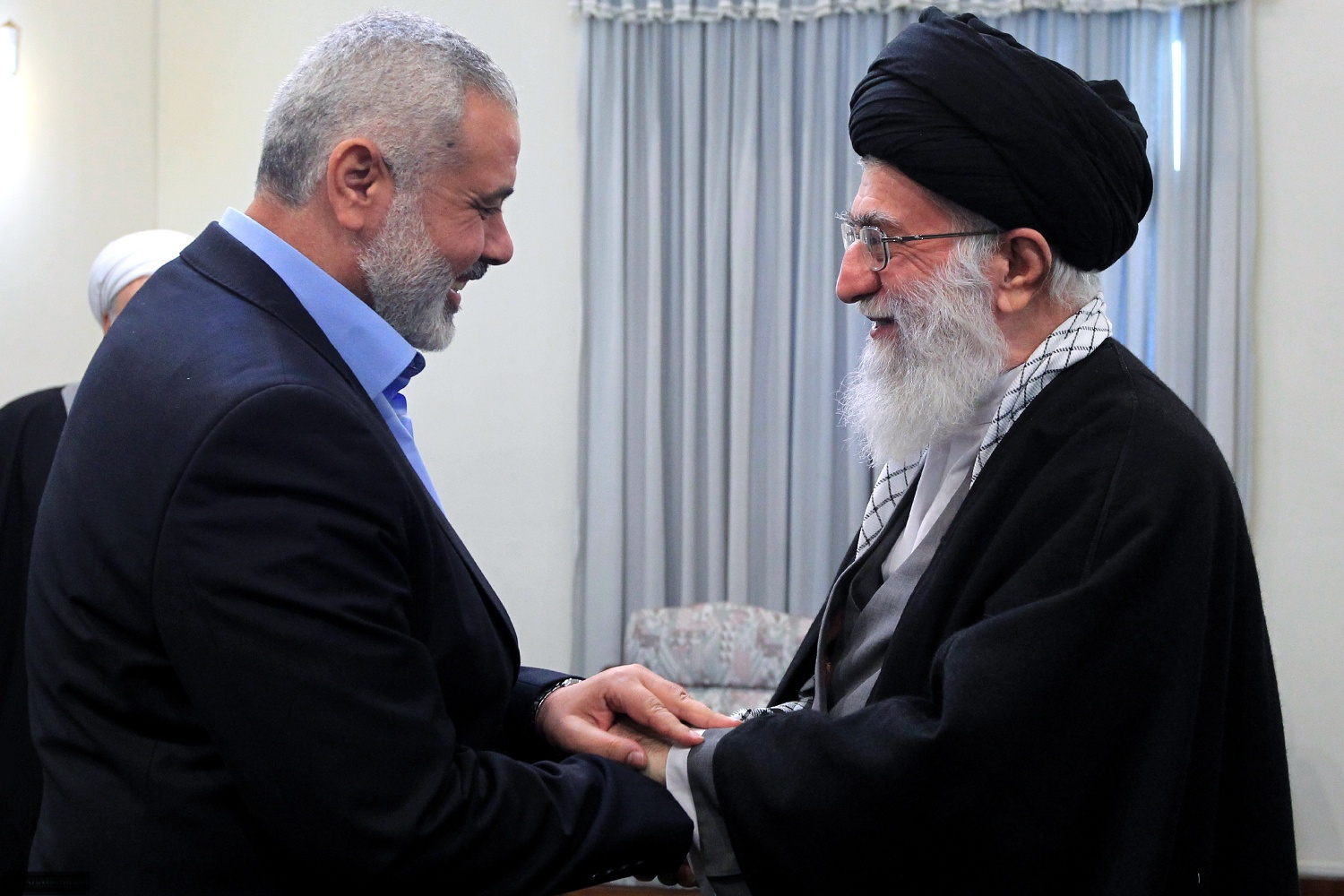
Ein Treffen zwischen Ismail Haniyya und dem Obersten Führer, Ali Chamenei, 2012.

Haniyyas Eltern, die ursprünglich aus Aschkelon (Stadt im Westen Israels) stammten, flohen während des Palästinakriegs 1948 in das Flüchtlingslager asch-Schati bei Gaza-Stadt, wo er aufwuchs und bis zu seiner Ausreise 2018 lebte. Haniyya besuchte eine Schule der Vereinten Nationen in Gaza und studierte bis 1987 arabische Literatur an der Islamischen Universität Gaza. Dort kam er in Kontakt mit radikalen Unabhängigkeitsbewegungen.
1987 und 1988 wurde er jeweils wegen der Teilnahme an der ersten Intifada zu kürzeren Haftstrafen verurteilt. 1989 wurde Haniyya schließlich zu drei Jahren Haft verurteilt und 1992 zusammen mit anderen führenden Hamas-Mitgliedern wie Abd al-Aziz ar-Rantisi und Mahmud az-Zahar in den Südlibanon deportiert.
Nach seiner Rückkehr 1993 wurde er zum Dekan der Philosophischen Fakultät der Islamischen Universität Gaza ernannt. 1997 wurde er Bürochef von Scheich Ahmad Yasin, dem geistigen Führer der Hamas, und Verbindungsmann der Hamas zur palästinensischen Autonomiebehörde. Im März 2004 überlebte er die Tötung Yasins durch die israelische Armee. Nachdem im folgenden Monat auch Yasins Nachfolger ar-Rantisi liquidiert wurde, beschloss die Hamas, den Namen ihres neuen Führers in Gaza geheim zu halten. Palästinensische Quellen sprechen aber davon, dass Haniyya zusammen mit az-Zahar und Sayyid as-Sayyam eine Dreierspitze bildete. Bei den Wahlen in den palästinensischen Autonomiegebieten 2006 war er Spitzenkandidat der Hamasliste.

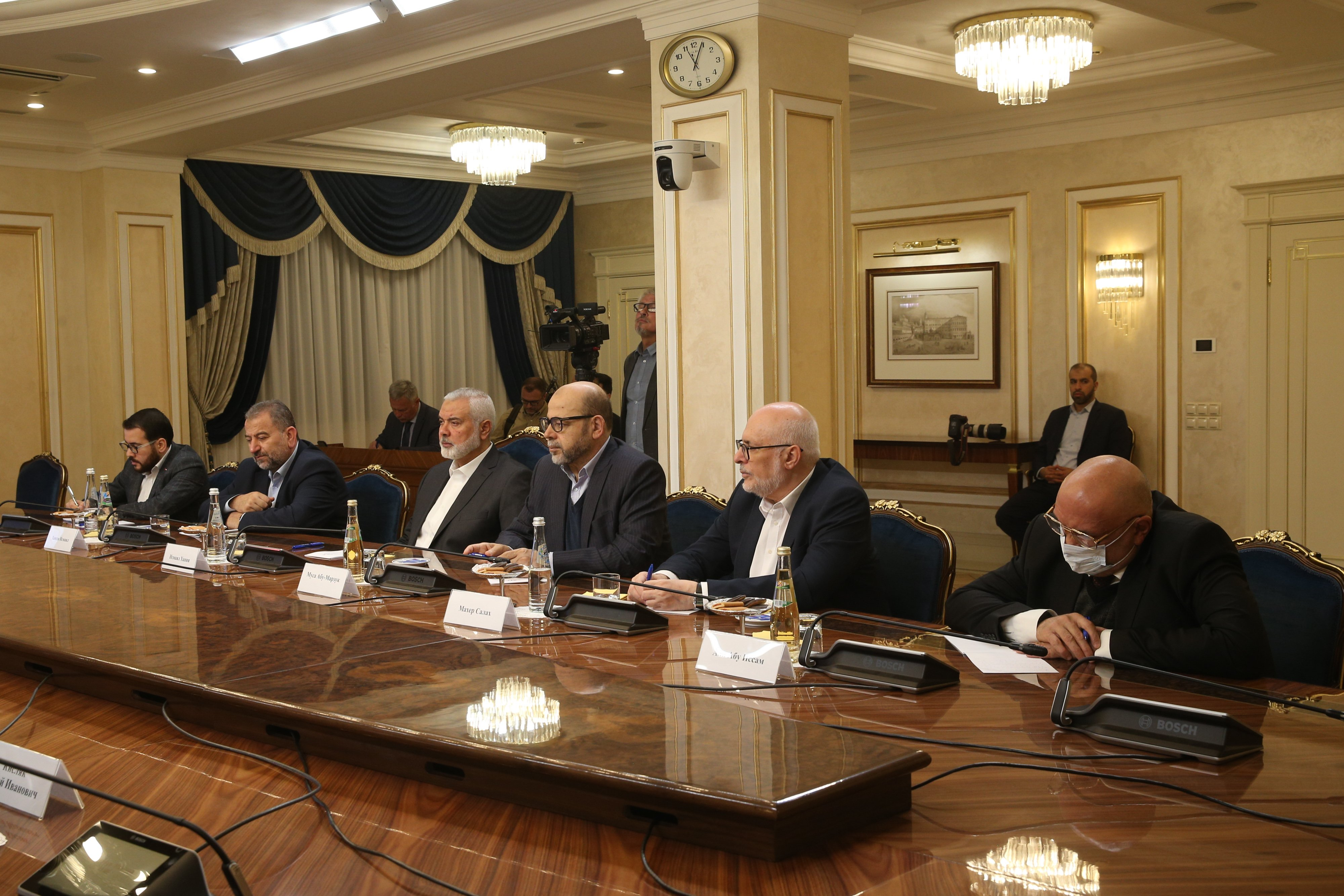
Haniyya leitet eine Hamas-Delegation in Moskau, 2022.

Haniyya war bestrebt, die Hamas in die Palästinensische Befreiungsorganisation (PLO) einzubinden. Er bemühte sich um eine Koalitionsregierung mit der Fatah-Bewegung von Palästinenserpräsident Abbas. Am Abend des 21. Februar 2006 wurde Haniyya von Präsident Abbas auf Vorschlag der Hamas zum neuen Ministerpräsidenten der Palästinensergebiete ernannt. Nach ungesicherten Berichten soll Haniyya von Abbas ein Schreiben erhalten haben, in dem die neue hamasgeführte Regierung aufgefordert wird, sämtliche mit Israel getroffenen Friedensverträge und Absprachen einzuhalten. Daraufhin erklärte Haniyya seine grundsätzliche Bereitschaft zur Anerkennung Israels für den Fall, dass Israel sich auf die Grenzen von 1967 zurückzöge. Außerdem sollte das Rückkehrrecht für palästinensische Flüchtlinge festgeschrieben werden. Nach heftigen Protesten innerhalb der Hamas relativierte Haniyya seine Äußerungen und sprach anstatt von einer Friedenslösung nur noch von einem dauerhaften Waffenstillstand. Am 29. März 2006 wurde er zum Ministerpräsidenten ernannt und stellte seine Regierung vor.
Um den internationalen Boykott der Hamas-Regierung und das damit verbundene Finanzembargo des Westens zu beenden, verhandelten Hamas und Fatah seit dem Herbst 2006 über die Bildung einer Regierung der nationalen Einheit. Haniyya erklärte daraufhin seine Bereitschaft zum Rücktritt, falls durch diesen eine Aufhebung der Sanktionen erreicht werden könnte. Als sein Nachfolger war Muhammad Schabir im Gespräch. Haniyya blieb jedoch bis zum 15. Juni 2007 im Amt. An diesem Tag wurde er von Präsident Mahmud Abbas entlassen, weil dieser in Ministerpräsident Haniyya den Hauptschuldigen für den Bürgerkrieg zwischen der Hamas und der Fatah sah. Abbas ernannte den bisherigen Finanzminister Salam Fayyad zum Ministerpräsidenten einer Notstands-Regierung.
Im Jahr 2007 vermittelte Haniyya die Freilassung des BBC-Journalisten Alan Johnston, der im Gazastreifen entführt worden war. Im Jahr 2009 traf sich Haniyya mit dem früheren US-amerikanischen Präsidenten Jimmy Carter und besprach mit diesem Friedenspläne für den Nahen Osten.
Im August 2009 äußerte sich Haniyya kompromisslos hinsichtlich der Anerkennung Israels: “Hamas will never recognize the Zionist entity […] and [will] continue the resistance until liberating the land and the holy sites” (deutsch: „Hamas wird das zionistische Gebilde niemals anerkennen […] und [wird] den Widerstand fortsetzen, um das Land und die Heiligen Stätten zu befreien“). Dagegen erklärte er im Dezember 2010 im Namen der Hamas, dass seine Organisation einen palästinensischen Staat in den Grenzen von 1967 akzeptieren würde. Zudem würde sie ein Referendum über ein Friedensabkommen respektieren, sofern die Mehrheit aller Palästinenser dafür stimme.
Anfang Mai 2011 unterschrieb Haniyya gemeinsam mit Mahmud Abbas (Fatah) zur Überraschung vieler ein Versöhnungsabkommen, das eineinhalb Jahre zuvor die ägyptische Führung in Auftrag der Arabischen Liga aufgesetzt hatte. Vor allem die Hamas hatte sich gegen eine Unterzeichnung gewehrt. Beide Fraktionen planten vor der Parlamentswahl 2012 eine gemeinsame Übergangsregierung zu bilden. Palästinensische Politikexperten führten diesen Schritt auf die arabischen Aufstände seit Beginn des Jahres 2011 zurück. Die enge Kooperation von Ismail Haniyya mit Recep Tayyip Erdoğan wurde erstmals 2012 in den Medien thematisiert. Als Anfang November 2013 die Hamas die Waffenruhe aufkündigte und Raketen auf israelischem Territorium einschlugen, wurde von Zachi Ha-Negbi, dem Vorsitzenden des Außen- und Verteidigungsausschusses der Knesset, Haniyyas „Eliminierung“ angedroht: Falls die Hamas wieder Selbstmordattentate in Israel begehe, sei der Regierungschef vogelfrei.
Im Mai 2017 wählte die Schura Haniyya, bisher Stellvertreter des Hamas-Politbüro-Vorsitzenden Chalid Maschal, zum neuen Vorsitzenden ihres politischen Büros, des Schura-Rates der Hamas. Im Dezember 2017 rief Haniyya als Reaktion auf die Anerkennung Jerusalems als Hauptstadt Israels durch US-Präsident Donald Trump zu einer dritten Intifada auf. Im Januar 2018 setzten die Vereinigten Staaten Haniyya auf ihre Liste globaler Terroristen. Seit 2019 hielt er sich in der Türkei und in Katar auf und steuerte von dort aus die politischen Aktivitäten der Hamas.
Im Mai 2024 beantragte der Chefankläger des Internationalen Strafgerichtshofs, Karim Khan, einen Haftbefehl gegen Haniyya und warf ihm aufgrund des Terrorangriffs der Hamas auf Israel am 7. Oktober 2023 unter anderem „Ausrottung“ sowie Mord, Geiselnahme, Vergewaltigungen und Folter als Verbrechen gegen die Menschlichkeit vor. Hätte das Gericht dem Antrag entsprochen, so wäre Katar zur Auslieferung Haniyyas verpflichtet gewesen. Am 26. März reiste er nach Teheran und bedankte sich bei der iranischen Regierung für deren Unterstützung.
Nach dem Terrorangriff bzw. dem Beginn des Kriegs in Israel und Gaza seit 2023 führte Haniyya im Jahr 2024 auf Hamas-Seite die Oberaufsicht über die unter Vermittlung der USA, Ägyptens und Katars geführten Waffenstillstands- und Geiselverhandlungen. Haniyya wurde diesbezüglich als „wichtigster Verbindungsmann“ zum Führer der Hamas Yahya Sinwar beschrieben.
Haniyya galt als „verhandlungsbereiter Pragmatiker“ und Vertreter des „vergleichsweise moderaten Flügels“ der Hamas, obwohl er gleichzeitig hauptverantwortlich für die Aufrüstung der Hamas war. Israel warf Haniyya vor, Zahlungen für humanitäre Unterstützung der Palästinenser an den militärischen Flügel der Hamas umgeleitet zu haben. Haniyya bestritt dies. Trotz eines Machtkampfes mit der Fatah wurde Haniyya nachgesagt, gute Beziehungen zu allen Fraktionen in der palästinensischen Politik unterhalten zu haben.

## Tod
Am 31. Juli 2024 wurde Haniyya zusammen mit einem seiner Leibwächter bei einer Explosion in einem Gästehaus der Revolutionsgarden in Teheran getötet. Der Führer des Islamischen Dschihad, Ziyad an-Nachala, befand sich im gleichen Gebäude in einem anderen Stockwerk, aber weder war er ein Ziel noch unter den Toten. Zunächst war berichtet worden, das Gebäude, in dem er wohnte, sei um 2 Uhr nachts von einem Marschflugkörper getroffen worden. Die Hamas und das Korps der Iranischen Revolutionsgarde hatten fälschlicherweise behauptet, dass Haniyya durch einen israelischen Luftangriff getötet worden sei. Laut Informationen von The New York Times (NYT) war es stattdessen ein lange zuvor platzierter, ferngezündeter Sprengsatz, der in dem schwer bewachten Gebäudekomplex unentdeckt blieb, was zugleich eine blamable Sicherheitslücke bedeute. Haniyya hatte in Teheran an der Vereidigungszeremonie des neuen iranischen Präsidenten Massud Peseschkian teilgenommen und nicht nur Peseschkian getroffen, sondern auch das geistliche Oberhaupt Irans, Ajatollah Ali Chamenei. 
In einer Stellungnahme vom 3. August 2024 widersprachen die iranischen Behörden diesen Darstellungen und erklärten nun, Haniyya sei durch ein „Kurzstreckengeschoss“ mit einem etwa 7 kg schweren Sprengkopf getötet worden, das von außerhalb der Gästeunterkunft abgefeuert worden sei.
Westliche Medien brachten den Anschlag mit dem israelischen Auslandsgeheimdienst Mossad in Verbindung. Mossad-Direktor David Barnea hatte im Januar 2024 vor dem Hintergrund des Krieges in Israel und Gaza gesagt, sein Dienst sei „verpflichtet“, die Führer der Hamas zu jagen. Ähnliche israelische Anschläge außerhalb des Landes wurden in erster Linie vom Mossad durchgeführt.
Zahlreiche Länder, vor allem arabische Staaten, aber auch die Volksrepublik China, die Türkei und Russland verurteilten die Tötung. Laut dem Außenminister der USA Antony Blinken waren die USA weder in die Tötung von Ismail Haniyya verwickelt noch hatten sie vorab davon Kenntnis. US-Präsident Joe Biden bezeichnete die Tötung Haniyyas als „nicht hilfreich“, um einen Waffenstillstand in der Region zu erwirken. Ali Chamenei kündigte Vergeltung gegen Israel an. In der Türkei ordnete Staatspräsident Recep Tayyip Erdoğan einen Tag Staatstrauer für Haniyya an.
Am 2. August 2024 wurde er in Lusail in Katar bestattet. An der Trauerfeier, die in der Imam-Muhammed-bin-Abdul-Wahhab-Moschee, der größten des Landes, stattfand, nahmen unter anderem der Vizepräsident der Türkei, Cevdet Yılmaz, und der türkische Außenminister Hakan Fidan teil, ebenso der Emir von Katar, Scheich Tamim bin Hamad Al Thani. Auch Irans Erster Vizepräsident Mohammad Reza Aref und ranghohe Hamas-Angehörige wie Chalid Maschal waren unter den Trauergästen.
Israel bekannte sich um den 23. Dezember 2024 erstmals offiziell dazu, Haniyya getötet zu haben.

## Ehe und Familie
Haniyya war verheiratet und hatte dreizehn Kinder. Haniyyas Schwestern Kholidia, Laila und Sabah sind israelische Staatsbürgerinnen und leben in der Beduinenstadt Tel Scheva im Süden Israels. Einige der Kinder der drei Schwestern haben in den Israelischen Verteidigungsstreitkräften gedient. Anfang 2012 gestatteten die israelischen Behörden Haniyyas Schwester Suhila Abd el-Salam Ahmed Haniyeh und ihrem schwer kranken Ehemann, zu einer dringenden Herzbehandlung zu reisen, die in Krankenhäusern in Gaza nicht durchgeführt werden konnte. Nach erfolgreicher Behandlung im Rabin Medical Center in Petah Tikva, Israel, kehrte das Paar nach Gaza zurück.
Im Oktober 2023, nach dem Terrorangriff der Hamas auf Israel und dem Beginn des Kriegs in Israel und Gaza, wurden 14 Mitglieder seiner Familie bei einem israelischen Luftangriff auf das Haus seiner Familie in Gaza-Stadt getötet, darunter ein Bruder und ein Neffe. Im November 2023 wurde Berichten zufolge eine Enkelin bei einem israelischen Luftangriff in Gaza-Stadt getötet. Später im selben Monat wurde sein ältester Enkel bei einem israelischen Angriff getötet. Im März 2024 nahm die israelische Polizei in Tel Scheva eine seiner Schwestern wegen des Vorwurfs fest, „Kontakt mit Hamas-Aktivisten unterhalten zu haben“. In einer Polizeimitteilung hieß es, sie identifiziere sich mit einer Terrororganisation und werde der Hetze und Unterstützung von Terroranschlägen in Israel beschuldigt. Im April 2024 wurden drei seiner Söhne und drei Enkelkinder durch einen israelischen Luftangriff getötet. Danach erklärte er: „Wer glaubt, dass er die Hamas dazu zwingen kann, von ihren Forderungen abzurücken, wenn er meine Kinder während der Verhandlungsgespräche und vor der Einigung auf ein Abkommen ins Visier nimmt, hat Wahnvorstellungen.“